# Resultados do Carnaval de São Paulo em 2022
Nesta página estão apontados os resultados do Carnaval de São Paulo no ano de 2022. Os desfiles foram realizados entre os dias 16 e 29 de abril de 2022.

## Escolas de Samba
O evento aconteceu fora da tradicional semana do Carnaval, com os desfiles do Acesso 2 ocorrendo no Sábado de Aleluia, o Acesso 1 na quinta-feira e os do Grupo Especial na sexta-feira e no sábado, uma vez que as apresentações aconteceriam em julho de 2021, sendo ocasionadas pelo estado crítico da Pandemia de COVID-19, forçando o adiamento dos desfiles para fevereiro de 2022 e mais tarde para abril, ocorrendo nos feriados de Semana Santa e Tiradentes, com as apresentações do Grupo Especial sendo simultâneas com o Carnaval do Rio de Janeiro, através de uma reunião com o prefeito da megalópole brasileira, Eduardo Paes, e equipes técnicas e sanitárias das duas cidades.
Em 2020, a Liga-SP anunciou algumas mudanças no documento que baseia o trabalho dos jurados. Entre as principais alterações está a exigência de "performace musical" das baterias. A partir deste ano, a nota da bateria partirá de 9,8 e poderá evoluir para 10, conforme o desempenho da escola ao apresentar bossas, paradinhas ou algumas novidades para conseguir ganhar mais pontos.
Ao final da apuração, quatro escolas somaram 269,9 pontos. Pelos critérios de desempate, a Mancha Verde conquistou seu segundo título no Grupo Especial. A escola falou sobre a importância da preservação da água e sua presença nas religiões através do enredo "Planeta Água", baseado na canção homônima do cantor Guilherme Arantes. A Mocidade Alegre foi vice-campeã com um desfile que homenageou a cantora Clementina de Jesus, falecida em 1987. Terceira colocada, o Império de Casa Verde falou sobre as múltiplas formas de comunicação dos primórdios até a era digital, homenageando o influenciador digital e humorista Carlinhos Maia. Quarta colocada, a Tom Maior fez um desfile que levou personagens da obra "O Pequeno Príncipe" ao universo dos cordelistas nordestinos. Campeã do ano anterior, o Águia de Ouro terminou em 6° lugar. 
Conforme o regulamento, antes da abertura das primeiras notas durante a apuração dos resultados. Penalizada por conta do uso de maquinário da infraestrutura da Liga-SP em uma alegoria, o Acadêmicos do Tatuapé ficou com o 12° lugar. A Colorado do Brás também recebeu uma penalidade, de 0,5 pontos, devido a merchandising em uma camiseta usada por uma composição de uma alegoria, o que causou seu rebaixamento. A outra escola rebaixada foi o Vai-Vai ao terminar em 14° lugar.
Aos 24 anos de existência, a Estrela do Terceiro Milênio venceu o Grupo de Acesso 1 e garantiu o acesso ao Grupo Especial pela primeira vez em sua história. Vice-campeã, a Independente Tricolor também conquistou vaga na elite, onde desfilou anteriormente em 2018. Última colocada, a Leandro de Itaquera foi rebaixada para o Grupo de Acesso 2. A tradicional Nenê de Vila Matilde venceu o Grupo de Acesso 2 reeditando "Narciso Negro", seu enredo de 1997, e garantiu vaga no Acesso 1 após uma apuração acirrada com a Unidos do Peruche, que ficou em segundo lugar pelo critério de desempate. A Tradição Albertinense ficou na décima segunda colocação e foi rebaixada para o Grupo Especial de Bairros da Uesp com um desfile em homenagem aos 30 anos do Sambódromo do Anhembi.

### Grupo Especial
Ordem de Desfile
| Sexta-feira (22/04/2022) | Sábado (23/04/2022) |
| 1. Acadêmicos do Tucuruvi 2. Colorado do Brás 3. Mancha Verde 4. Tom Maior 5. Unidos de Vila Maria 6. Acadêmicos do Tatuapé 7. Dragões da Real | 1. Vai-Vai 2. Gaviões da Fiel 3. Mocidade Alegre 4. Águia de Ouro 5. Barroca Zona Sul 6. Rosas de Ouro 7. Império de Casa Verde |

Notas
| Escolas (por ordem de desfile)                     | Harmonia | Harmonia | Harmonia | Harmonia | Mestre-Sala & Porta-Bandeira | Mestre-Sala & Porta-Bandeira | Mestre-Sala & Porta-Bandeira | Mestre-Sala & Porta-Bandeira | Enredo | Enredo | Enredo | Enredo | Evolução | Evolução | Evolução | Evolução | Bateria | Bateria | Bateria | Bateria | Fantasia | Fantasia | Fantasia | Fantasia | Alegoria | Alegoria | Alegoria | Alegoria | Samba-Enredo | Samba-Enredo | Samba-Enredo | Samba-Enredo | Comissão de Frente | Comissão de Frente | Comissão de Frente | Comissão de Frente | P.   | TOTAL |
| Sexta-feira                                        | J1       | J2       | J3       | J4       | J1                           | J2                           | J3                           | J4                           | J1     | J2     | J3     | J4     | J1       | J2       | J3       | J4       | J1      | J2      | J3      | J4      | J1       | J2       | J3       | J4       | J1       | J2       | J3       | J4       | J1           | J2           | J3           | J4           | J1                 | J2                 | J3                 | J4                 |      |       |
| -------------------------------------------------- | -------- | -------- | -------- | -------- | ---------------------------- | ---------------------------- | ---------------------------- | ---------------------------- | ------ | ------ | ------ | ------ | -------- | -------- | -------- | -------- | ------- | ------- | ------- | ------- | -------- | -------- | -------- | -------- | -------- | -------- | -------- | -------- | ------------ | ------------ | ------------ | ------------ | ------------------ | ------------------ | ------------------ | ------------------ | ---- | ----- |
| Tucuruvi                                           | 10       | 10       | 10       | 10       | 10                           | 9.9                          | 10                           | 10                           | 10     | 10     | 10     | 10     | 10       | 10       | 9,9      | 10       | 10      | 9,8     | 10      | 10      | 10       | 9.9      | 10       | 9,8      | 9,7      | 10       | 9.9      | 9.9      | 10           | 10           | 10           | 10           | 9,8                | 9.8                | 9,9                | 10                 |      | 269,4 |
| Colorado                                           | 10       | 9,9      | 10       | 10       | 10                           | 10                           | 10                           | 10                           | 10     | 10     | 10     | 10     | 10       | 10       | 9,9      | 10       | 10      | 9,8     | 10      | 10      | 9,9      | 10       | 10       | 9.8      | 9.8      | 10       | 10       | 9,9      | 10           | 10           | 10           | 10           | 10                 | 9.8                | 9,9                | 9,9                | -0,5 | 269,1 |
| Mancha                                             | 10       | 10       | 10       | 10       | 9,9                          | 9,9                          | 10                           | 10                           | 10     | 10     | 10     | 10     | 10       | 10       | 10       | 10       | 10      | 10      | 10      | 10      | 10       | 10       | 10       | 10       | 10       | 10       | 10       | 9,9      | 10           | 10           | 10           | 10           | 10                 | 10                 | 10                 | 10                 |      | 269,9 |
| Tom Maior                                          | 9,9      | 10       | 10       | 10       | 9,9                          | 10                           | 9,9                          | 10                           | 10     | 10     | 10     | 10     | 10       | 9,9      | 10       | 10       | 10      | 9,7     | 10      | 10      | 10       | 10       | 10       | 9.8      | 10       | 10       | 10       | 9,9      | 10           | 10           | 10           | 10           | 10                 | 10                 | 10                 | 9,9                |      | 269,9 |
| Vila Maria                                         | 10       | 9,9      | 10       | 10       | 10                           | 10                           | 10                           | 10                           | 9,9    | 10     | 10     | 10     | 10       | 9,9      | 10       | 9,9      | 10      | 10      | 10      | 10      | 10       | 10       | 10       | 10       | 9,7      | 10       | 9,9      | 10       | 10           | 10           | 10           | 10           | 10                 | 10                 | 10                 | 10                 |      | 269,8 |
| Tatuapé                                            | 10       | 10       | 10       | 10       | 10                           | 10                           | 10                           | 10                           | 10     | 10     | 10     | 10     | 9,9      | 9,9      | 10       | 9,9      | 10      | 10      | 10      | 10      | 10       | 10       | 10       | 9,9      | 10       | 10       | 10       | 10       | 10           | 10           | 10           | 10           | 10                 | 10                 | 10                 | 10                 | -0,5 | 269,3 |
| Dragões                                            | 10       | 10       | 10       | 10       | 10                           | 9,7                          | 9,8                          | 9,9                          | 10     | 9,9    | 10     | 9,9    | 10       | 10       | 10       | 10       | 10      | 9,7     | 10      | 10      | 10       | 10       | 10       | 10       | 9,9      | 10       | 10       | 10       | 10           | 10           | 10           | 10           | 10                 | 9,9                | 10                 | 10                 |      | 269,6 |
| Sábado                                             | J1       | J2       | J3       | J4       | J1                           | J2                           | J3                           | J4                           | J1     | J2     | J3     | J4     | J1       | J2       | J3       | J4       | J1      | J2      | J3      | J4      | J1       | J2       | J3       | J4       | J1       | J2       | J3       | J4       | J1           | J2           | J3           | J4           | J1                 | J2                 | J3                 | J4                 |      |       |
| Vai-Vai                                            | 10       | 10       | 10       | 10       | 9,8                          | 9,8                          | 9,9                          | 9,9                          | 10     | 9,9    | 10     | 10     | 9,9      | 10       | 10       | 10       | 9,9     | 9,9     | 10      | 10      | 9.9      | 10       | 9.7      | 10       | 10       | 10       | 10       | 9,8      | 10           | 10           | 9,9          | 10           | 10                 | 9,7                | 9,8                | 9,9                |      | 269,1 |
| Gaviões                                            | 10       | 10       | 10       | 10       | 10                           | 10                           | 10                           | 10                           | 10     | 10     | 9,8    | 10     | 10       | 10       | 9,9      | 9,9      | 10      | 9,9     | 10      | 10      | 10       | 10       | 9.9      | 10       | 9,8      | 9,9      | 9,8      | 9,9      | 10           | 10           | 10           | 10           | 10                 | 10                 | 10                 | 10                 |      | 269,5 |
| Mocidade                                           | 10       | 10       | 10       | 10       | 10                           | 10                           | 9,9                          | 10                           | 10     | 10     | 10     | 10     | 10       | 10       | 10       | 10       | 10      | 10      | 10      | 9,9     | 10       | 10       | 10       | 10       | 10       | 10       | 9,9      | 9,9      | 10           | 10           | 10           | 10           | 10                 | 10                 | 10                 | 10                 |      | 269,9 |
| Águia                                              | 10       | 10       | 10       | 10       | 9,9                          | 10                           | 10                           | 10                           | 9,9    | 10     | 10     | 9,9    | 10       | 10       | 9,9      | 9,9      | 10      | 9,8     | 10      | 10      | 10       | 10       | 9,9      | 10       | 10       | 10       | 9,9      | 10       | 10           | 10           | 10           | 10           | 10                 | 10                 | 10                 | 10                 |      | 269,8 |
| Barroca                                            | 10       | 9,9      | 10       | 10       | 10                           | 9,9                          | 9,8                          | 9,9                          | 10     | 10     | 9,8    | 10     | 10       | 9,9      | 10       | 10       | 10      | 9,8     | 10      | 10      | 9.9      | 10       | 9.8      | 9,9      | 10       | 10       | 10       | 10       | 10           | 10           | 10           | 10           | 10                 | 10                 | 9,7                | 9,9                |      | 269,5 |
| Rosas                                              | 10       | 10       | 10       | 10       | 10                           | 10                           | 9,9                          | 10                           | 10     | 10     | 10     | 10     | 9,9      | 9,9      | 9,9      | 9,9      | 10      | 10      | 10      | 10      | 10       | 10       | 9,7      | 9,9      | 10       | 10       | 9,9      | 10       | 10           | 10           | 10           | 10           | 9,9                | 9,8                | 10                 | 10                 |      | 269,5 |
| Império                                            | 10       | 10       | 10       | 10       | 10                           | 10                           | 9,9                          | 10                           | 10     | 9,9    | 10     | 10     | 10       | 10       | 9,9      | 10       | 10      | 10      | 10      | 10      | 9,9      | 10       | 9,9      | 10       | 9.8      | 10       | 10       | 10       | 10           | 10           | 10           | 10           | 10                 | 10                 | 9,9                | 10                 |      | 269,9 |
| OBS.: A menor nota de cada quesito foi descartada. |          |          |          |          |                              |                              |                              |                              |        |        |        |        |          |          |          |          |         |         |         |         |          |          |          |          |          |          |          |          |              |              |              |              |                    |                    |                    |                    |      |       |

Classificação 
Falando da importância da preservação e valorização da água, a Mancha Verde conquistou seu segundo título do carnaval paulistano.  Sob o comando de uma comissão de carnaval, que deram segmento ao trabalho iniciado por Jorge Freitas, a agremiação venceu a Mocidade Alegre no quesito desempate (Alegoria), já que as duas terminaram a apuração com o mesmo número de pontos (269,9).
A escola do bairro do Limão homenageou a cantora Clementina de Jesus e após uma leitura de notas apertada, acabou ficando com o vice-campeonato, o terceiro desde 2015. Falando do tema da comunicação, o Império de Casa Verde ficou com o terceiro lugar e terminou empatada com a campeã e a vice-campeã, perdendo no desempate do quesito Comissão de Frente. A escola causou polêmica no pré-carnaval com as notícias de que seu desfile seria uma homenagem ao humorista Carlinhos Maia.. A Tom Maior escolheu carnavalizar o livro "O Pequeno Príncipe do Cordel", de Josué Limeira e o mundialmente conhecido "O Pequeno Príncipe" de Antoine de Saint-Exupéry e ficou com o quarto lugar. Assim como as três primeiras, também teve o mesmo número de pontos e perdeu no desempate com o mesmo quesito que o Império. A apuração deste ano foi a segunda a ter as quatro primeiras colocadas empatadas com a mesma pontuação. A primeira foi em 2018. Fechando o grupo de escolas que fariam parte do Desfile das Campeãs, a Unidos de Vila Maria, que falava sobre a união dos povos e o amor ao próximo.
Inspirando-se na música do pesquisador, escritor e compositor carioca Luiz Antônio Simas, Águia de Ouro foi a sexta colocada. A agremiação da Zona Oeste contou a história da mitologia do orixá da paz, com mensagens de fé, amor, respeito e esperança por dias melhores. Foi o primeiro enredo essencialmente afro da história da Águia de Ouro, que também levantou a bandeira do combate à intolerância religiosa no Anhembi. A sétima colocada, Dragões da Real, pretendia incialmente trazer a pandemia para o Sambódromo do Anhembi e chegou até a anunciar o enredo "O Dia Em Que a Terra Parou", desenvolvido por Jorge Silveira e que também se inspirava na música de Raul Seixas. No entanto, a diretoria da escola decidiu mudar o tema e anunciaram pouco tempo que o novo enredo seria sobre Adoniran Barbosa, lendário cantor e compositor paulistano. Falando sobre a desigualdade social, a Gaviões da Fiel apresentou o enredo "Basta!" e ficou em oitavo lugar. Causou polêmica a notícia de que a escola levaria para a avenida uma caricatura do então Presidente da República Jair Bolsonaro. Tratando da cura como mote principal de seu desfile, Rosas de Ouro acabou em nono lugar. Assim como a Gaviões, a escola da Freguesia do Ó também não poupou críticas ao presidente em exercício. Trazendo o enredo “A evolução está na sua fé… Saravá Seu Zé!”, a décima colocada, Barroca Zona Sul, tinha como proposta levar para o público a história e as particularidades de Zé Pilintra, malandro boêmio cultuado como entidade nas religiões de matriz africana. Marcando seu retorno à elite da folia paulistana, o Acadêmicos do Tucuruvi trouxe uma reflexão sobre o passado, presente e o futuro do carnaval e ficou num temeroso décimo primeiro lugar. Tendo o Preto Velho, entidade da Umbanda, como narrador, a Acadêmicos do Tatuapé falava sobre a saga do café. Cercada de expectativas, a escola da Zona Leste viu suas chances de título se esvaindo após problemas com o seu gigantesco abre-alas, o que acabou comprometendo todo o resto do desfile. Os dirigentes da agremiação já sabiam que começariam a apuração com cinco décimos a menos por usar um trator para manobrar seu carro alegórico por toda a pista do Anhembi. Com a perda e despontuada em Evolução, a escola passou perto de cair para o Grupo de Acesso, mas acabou ficando em 12º lugar.  
Homenageando a escritora Carolina de Jesus, a Colorado do Brás também foi penalizada por fazer merchandising em uma de suas alas, o que é proibido pelo regulamento. Além disso, também perdeu pontos em Fantasia, Alegoria e Comissão de Frente, terminando em 13º lugar, marcando sua volta ao Grupo de Acesso 1 em 2023. Tratando dos povos negros africanos, o tradicional Vai-Vai, que havia acabado de voltar ao Grupo Especial, terminou em último lugar, o que fez com que a agremiação do bairro do Bixiga caísse mais uma vez, marcando sua segunda queda em quatro anos. 
| Pos | Escolas de Samba       | Enredo                                                                    | Pts   | Desempate          | Classificação ou rebaixamento           |
| --- | ---------------------- | ------------------------------------------------------------------------- | ----- | ------------------ | --------------------------------------- |
| 1   | Mancha Verde           | Planeta Água                                                              | 269,9 |                    | Campeã do Carnaval de 2022              |
| 2   | Mocidade Alegre        | Quelémentina, Cadê Você?                                                  | 269,9 | Alegoria           | Desfile das Campeãs de 2022             |
| 3   | Império de Casa Verde  | O Poder da Comunicação - Império, O Mensageiro das Emoções                | 269,9 | Comissão de Frente | Desfile das Campeãs de 2022             |
| 4   | Tom Maior              | O Pequeno Príncipe no Sertão                                              | 269,9 | Comissão de Frente | Desfile das Campeãs de 2022             |
| 5   | Unidos de Vila Maria   | O Mundo Precisa de Cada Um de Nós! A Vila é porta-voz.                    | 269,8 |                    | Desfile das Campeãs de 2022             |
| 6   | Águia de Ouro          | Afoxé de Oxalá – No ‘Cortejo de Babá’, Um Canto de Luz em Tempo de Trevas | 269,8 |                    |                                         |
| 7   | Dragões da Real        | Adoniran                                                                  | 269,6 |                    |                                         |
| 8   | Gaviões da Fiel        | Basta!                                                                    | 269,5 |                    |                                         |
| 9   | Rosas de Ouro          | Sanitatem                                                                 | 269,5 |                    |                                         |
| 10  | Barroca Zona Sul       | A Evolução Está na Sua Fé… Saravá Seu Zé!                                 | 269,5 |                    |                                         |
| 11  | Acadêmicos do Tucuruvi | Carnavais: de lá pra cá, o que mudou? daqui pra lá, o que será?           | 269,4 |                    |                                         |
| 12  | Acadêmicos do Tatuapé  | Preto Velho Conta a Saga do Café num Canto de Fé                          | 269,3 |                    |                                         |
| 13  | Colorado do Brás       | Carolina, a Cinderela Negra do Canindé                                    | 269,1 |                    | Descem para o Grupo de Acesso 1 em 2023 |
| 14  | Vai-Vai                | Sankofa                                                                   | 269,1 |                    | Descem para o Grupo de Acesso 1 em 2023 |

Premiações
| Prêmios 2022                 | Estrela do Carnaval           | Prêmio SASP                      | Prêmio SRzd               |
| ---------------------------- | ----------------------------- | -------------------------------- | ------------------------- |
| Escola / Desfile             | Mocidade Alegre               | Rosas de Ouro                    | Mocidade Alegre           |
| Samba-enredo                 | Rosas de Ouro                 | Rosas de Ouro                    | Rosas de Ouro             |
| Enredo                       | -                             | Rosas de Ouro                    | Tucuruvi                  |
| Bateria                      | Rosas de Ouro                 | Mocidade Alegre                  | Império de Casa Verde     |
| Mestre-sala e Porta-bandeira | Edgar e Laís (Vila Maria)     | Marcelo e Adriana (Mancha Verde) | Edgar e Laís (Vila Maria) |
| Comissão de Frente           | Mocidade Alegre               | Rosas de Ouro e Gaviões da Fiel  | Rosas de Ouro             |
| Intérprete / Ala Musical     | Igor Sorriso (Mocidade)       | Carlos Júnior (Império)          | Mancha Verde              |
| Ala de Baianas               | Dragões da Real               | -                                | Mocidade Alegre           |
| Evolução                     | -                             | -                                | Mocidade Alegre           |
| Harmonia                     | -                             | Mocidade Alegre                  | Mocidade Alegre           |
| Alegorias                    | Império de Casa Verde         | Mancha Verde                     | Mancha Verde              |
| Fantasias                    | Águia de Ouro                 | Águia de Ouro                    | Mocidade Alegre           |
| Carnavalesco                 | Paulo Menezes (Rosas de Ouro) | -                                | -                         |

### Grupo de acesso 1
Notas
| AGREMIAÇÃO            | ALEGORIA | ALEGORIA | ALEGORIA | ALEGORIA | HARMONIA | HARMONIA | HARMONIA | HARMONIA | MESTRE-SALA & PORTA-BANDEIRA | MESTRE-SALA & PORTA-BANDEIRA | MESTRE-SALA & PORTA-BANDEIRA | MESTRE-SALA & PORTA-BANDEIRA | ENREDO | ENREDO | ENREDO | ENREDO | EVOLUÇÃO | EVOLUÇÃO | EVOLUÇÃO | EVOLUÇÃO | BATERIA | BATERIA | BATERIA | BATERIA | FANTASIA | FANTASIA | FANTASIA | FANTASIA | SAMBA-ENREDO | SAMBA-ENREDO | SAMBA-ENREDO | SAMBA-ENREDO | COMISSÃO DE FRENTE | COMISSÃO DE FRENTE | COMISSÃO DE FRENTE | COMISSÃO DE FRENTE | P.   | TOTAL |
| Morro de Casa Verde   | 9,9      | 9,9      | 9,9      | 9,7      | 9,9      | 9,8      | 9,9      | 10       | 10                           | 10                           | 10                           | 10                           | 10     | 10     | 10     | 10     | 10       | 10       | 10       | 10       | 10      | 10      | 9,9     | 10      | 9,9      | 9,9      | 10       | 9,9      | 9,9          | 9,8          | 9,9          | 10           | 10                 | 10                 | 10                 | 10                 |      | 269,1 |
| Camisa Verde e Branco | 9,9      | 9,8      | 10       | 9,9      | 10       | 10       | 10       | 9,9      | 10                           | 9,9                          | 10                           | 9,9                          | 10     | 9,9    | 10     | 10     | 10       | 10       | 10       | 10       | 9,9     | 9,9     | 10      | 10      | 9,9      | 9,9      | 10       | 10       | 9,9          | 10           | 10           | 10           | 10                 | 10                 | 10                 | 10                 |      | 269,5 |
| MUM                   | 10       | 9,9      | 9,9      | 9,9      | 9,9      | 10       | 9,9      | 10       | 10                           | 10                           | 10                           | 10                           | 10     | 9,9    | 9,9    | 10     | 10       | 9,9      | 9,8      | 10       | 10      | 9,9     | 9,9     | 9,9     | 10       | 10       | 10       | 10       | 10           | 9,9          | 10           | 9,9          | 9,8                | 9,8                | 9,8                | 9,9                | -0,1 | 269,5 |
| Independente          | 10       | 10       | 10       | 10       | 10       | 10       | 9,9      | 10       | 10                           | 10                           | 10                           | 9,9                          | 10     | 10     | 9,9    | 10     | 9,9      | 10       | 10       | 10       | 10      | 10      | 9,9     | 10      | 10       | 10       | 10       | 10       | 10           | 10           | 9,9          | 10           | 10                 | 10                 | 10                 | 10                 |      | 270   |
| Estrela               | 10       | 10       | 10       | 9,9      | 10       | 10       | 10       | 10       | 10                           | 10                           | 10                           | 10                           | 10     | 10     | 9,9    | 10     | 10       | 10       | 10       | 10       | 10      | 10      | 10      | 10      | 10       | 10       | 10       | 10       | 10           | 10           | 10           | 10           | 10                 | 10                 | 10                 | 10                 |      | 270   |
| X-9                   | 10       | 10       | 10       | 10       | 10       | 10       | 10       | 9,8      | 10                           | 10                           | 10                           | 10                           | 10     | 9,8    | 10     | 10     | 10       | 10       | 10       | 10       | 10      | 10      | 10      | 10      | 10       | 10       | 10       | 10       | 10           | 10           | 10           | 10           | 10                 | 10                 | 9,9                | 10                 |      | 269,3 |
| Leandro               | 10       | 9,9      | 10       | 9,9      | 10       | 10       | 10       | 10       | 10                           | 10                           | 10                           | 10                           | 9,9    | 10     | 9,9    | 10     | 10       | 10       | 10       | 10       | 9,7     | 10      | 10      | 9,8     | 10       | 10       | 10       | 9,9      | 9,9          | 10           | 10           | 10           | 9,8                | 9,8                | 9,8                | 9,9                |      | 268,4 |
| Pérola                | 10       | 10       | 10       | 10       | 10       | 10       | 10       | 9,9      | 10                           | 10                           | 10                           | 10                           | 10     | 10     | 9,9    | 10     | 10       | 10       | 10       | 9.8      | 10      | 10      | 9,9     | 9,9     | 10       | 10       | 9,8      | 10       | 10           | 10           | 9,9          | 10           | 10                 | 9,9                | 9,9                | 10                 |      | 269,7 |

Classificação 
| Pos | Escolas de Samba            | Enredo | Pts   | Desempate          | Classificação ou rebaixamento       |
| --- | --------------------------- | --- | ----- | ------------------ | ----------------------------------- |
| 1   | Estrela do Terceiro Milênio | Ô abre alas que elas vão passar! | 270   | Comissão de Frente | Sobem para o Grupo Especial 2023    |
| 2   | Independente Tricolor       | Brava Gente... É Hora de Acordar! | 270   | Comissão de Frente | Sobem para o Grupo Especial 2023    |
| 3   | Pérola Negra                | Um Mergulho nos Rios Sagrados, em Busca da Cura para o Corpo e a Alma                                                                  | 269,7 |                    |                                     |
| 4   | Mocidade Unida da Mooca     | Aruanda, o Eterno Retorno | 269,5 |                    |                                     |
| 5   | Camisa Verde e Branco       | Rezadeiras: Na Fé do Trevo, Te Benzo! Na Fé do Trevo, Te Curo!                                                                         | 269,5 |                    |                                     |
| 6   | X-9 Paulistana              | Arapuca-Tupi: a Reconquista de uma Terra sem Dono                                                                                      | 269,3 |                    |                                     |
| 7   | Morro de Casa Verde         | Sob a Proteção de Oxalá, Festa no Terreiro de Bambas para Caçador, Curandeiro e Padroeiro                                              | 269,1 |                    |                                     |
| 8   | Leandro de Itaquera         | No Ecoar dos Tambores e no Feitiço da Leandro – De Dahomé as Terras de Encantaria – O Cortejo da Rainha Jeje e os Segredos de Xelegbtá | 268,4 |                    | Desce para o Grupo de Acesso 2 2023 |

Premiações
| Prêmios 2022                 | Prêmio SASP                                | Prêmio SRzd                 |
| ---------------------------- | ------------------------------------------ | --------------------------- |
| Escola / Desfile             | Estrela do Terceiro Milênio                | Estrela do Terceiro Milênio |
| Samba-enredo                 | Camisa Verde e Branco                      | Camisa Verde e Branco       |
| Enredo                       | Estrela do Terceiro Milênio                | -                           |
| Bateria                      | Estrela do Terceiro Milênio                | Estrela do Terceiro Milênio |
| Mestre-sala e Porta-bandeira | Jeff e Thais (Independente Tricolor)       | Daniel e Edilaine (Estrela) |
| Comissão de Frente           | Estrela do Terceiro Milênio                | Mocidade Unida da Mooca     |
| Intérprete / Ala Musical     | Grazzi Brasil e Pitty de Menezes (Estrela) | Estrela do Terceiro Milênio |
| Ala de Baianas               | -                                          | -                           |
| Evolução                     | -                                          | -                           |
| Harmonia                     | Estrela do Terceiro Milênio                | -                           |
| Alegorias                    | Estrela do Terceiro Milênio                | -                           |
| Fantasias                    | Estrela do Terceiro Milênio                | -                           |
| Carnavalesco                 | -                                          | -                           |

### Grupo de acesso 2
Classificação
| Pos | Escolas de Samba         | Enredo                                                                                    | Pts   | Classificação ou rebaixamento                      |
| --- | ------------------------ | ----------------------------------------------------------------------------------------- | ----- | -------------------------------------------------- |
| 1   | Nenê de Vila Matilde     | Narciso Negro (Reedição do enredo de 1997)                                                | 269,9 | Sobe para o Grupo de Acesso 1 2023                 |
| 2   | Unidos do Peruche        | Água… Divinas Bençãos!                                                                    | 269,9 |                                                    |
| 3   | Torcida Jovem do Santos  | Bela Vista... Berço Cultural Desse País                                                   | 269,8 |                                                    |
| 4   | Primeira da Cidade Líder | Cordel Africano: Da Mãe África para o Nordeste Brasileiro, a Herança Cultural de uma Raça | 269,7 |                                                    |
| 5   | Uirapuru da Mooca        | O Uirapuru Canta os Encantos da Noite                                                     | 269,6 |                                                    |
| 6   | Dom Bosco                | O Alimento da Alma é o Dom do Conhecimento                                                | 269,5 |                                                    |
| 7   | Camisa 12                | Um Conto Para Mil e Uma Noites: A Viagem da Pantera pra lá de Bagdá                       | 269,4 |                                                    |
| 8   | Imperador do Ipiranga    | Imperador e Nações Unidas: Semeando amor para colher felicidade                           | 269,4 |                                                    |
| 9   | Amizade da Zona Leste    | Dandara                                                                                   | 269   |                                                    |
| 10  | Brinco da Marquesa       | Estação Japão–Liberdade do Afro ao Oriental                                               | 268,9 |                                                    |
| 11  | Unidos de Santa Bárbara  | O Sol Nascerá                                                                             | 268,5 |                                                    |
| 12  | Tradição Albertinense    | A Passarela é de Vocês! 30 Anos de Anhembi, É Tradição, Podem Aplaudir!                   | 268,5 | Desce para o Grupo Especial de Bairros - UESP 2023 |

### Grupo Especial de Bairros
Classificação 
| Pos | Escolas de Samba               | Enredo                                                 | Pts   | Classificação ou rebaixamento                   |
| --- | ------------------------------ | ------------------------------------------------------ | ----- | ----------------------------------------------- |
| 1   | Imperatriz da Paulicéia        | Ilú Obá de min, mãos femininas que tocam o tambor      | 239,9 | Sobe para o Grupo de Acesso 2                   |
| 2   | Unidos do Vale Encantado       | Abayomi, o encontro do poder                           | 238,7 |                                                 |
| 3   | Combinados de Sapopemba        | Ossain, é Tempo de Cura                                | 238,7 |                                                 |
| 4   | Flor de Vila Dalila            | Amazônia, a Esperança do Mundo é Você                  | 238   |                                                 |
| 5   | Acadêmicos de São Jorge        | Entre batuques e acordes, saravá ao poeta de Jorge     | 237,6 |                                                 |
| 6   | TUP                            | Tem Palhaçada, tem Sim Senhor                          | 237,3 |                                                 |
| 7   | Unidos de Guaianases           | Carolina foi a referência…Hoje a resistência somos nós | 237,1 |                                                 |
| 8   | União Independente da Zona Sul | Crioulas                                               | 236,8 |                                                 |
| 9   | Unidos de São Miguel           | Que tempo Bom que não Volta Nunca Mais                 | 236,8 |                                                 |
| 10  | União Imperial                 | Luz da Redenção, Carnaval Doce Ilusão                  | 236,2 |                                                 |
| 11  | Boêmios da Vila                | Boêmios na alegria do futuro                           | 236   | Descem para o Grupo de Acesso de Bairros 1 2023 |
| 12  | Imperatriz da Sul              | O Segredo é o Segredo, a Curiosidade é Alheia          | 199,4 | Descem para o Grupo de Acesso de Bairros 1 2023 |

### Grupo de Acesso de Bairros 1
Classificação
| Pos | Escolas de Samba           | Enredo                                                                                                 | Pts   | Classificação ou rebaixamento                   |
| --- | -------------------------- | --- | ----- | ----------------------------------------------- |
| 1   | Unidos de São Lucas        | De Vila Esperança ao centenário do Águia da Central... Seo Nenê o Baluarte do Samba, São Lucas 40 anos | 159,8 | Sobem para o Grupo Especial de Bairros 2023     |
| 2   | Raízes do Samba            | Sorriso Negro, A Dona do samba Ivone Lara                                                              | 159,7 | Sobem para o Grupo Especial de Bairros 2023     |
| 3   | Lavapés Pirata Negro       | Mamãe Oxum - A Deusa do amor, o ventre da humanidade, traz as boas novas na primavera                  | 159,4 |                                                 |
| 4   | Isso Memo                  | A Voz do Morro se faz presente! Canta Bezerra da Silva... O Embaixador da nossa gente!                 | 159   |                                                 |
| 5   | Os Bambas                  | Perder ou ganhar o importante é jogar                                                                  | 158,9 |                                                 |
| 6   | Prova de Fogo              | O Samba Pede Passagem                                                                                  | 158,6 |                                                 |
| 7   | Em Cima da Hora Paulistana | Chama o bombeiro... heróis do povo                                                                     | 158,5 |                                                 |
| 8   | União de Vila Albertina    | Das Pinturas rupestres ao papel. O Poder da leitura para o desenvolvimento de uma nação                | 158,1 |                                                 |
| 9   | Príncipe Negro             | Carnaval! Samba é resistência                                                                          | 158   |                                                 |
| 10  | Império Lapeano            | Tem que ter fé! A chama do candeeiro, do meu amém ao seu axé…                                          | 157,9 |                                                 |
| 11  | Flor de Liz                | Flor de Liz conta, canta e dança os três amores do rei                                                 | 157,5 | Descem para o Grupo de Acesso de Bairros 2 2023 |
| 12  | Mocidade Robruense         | Les Batutas - 100 anos da modernidade brasileira em Paris                                              | 151   | Descem para o Grupo de Acesso de Bairros 2 2023 |